# 太白龙胆
太白龙胆（学名：Gentiana apiata）为龙胆科龙胆属的植物，为中国的特有植物。分布于中国大陆的陕西等地，生长于海拔1,900米至3,400米的地区，多生于山坡上及山顶，目前尚未由人工引种栽培。